# Shahdadpur
Shahdadpur är en stad i distriktet Sanghar i den pakistanska provinsen Sindh. Folkmängden uppgick till cirka 100 000 invånare vid folkräkningen 2017.